# Piotr Haczek
 Der er for få eller ingen kildehenvisninger i denne artikel, hvilket er et problem. Du kan hjælpe ved at angive troværdige kilder til de påstande, som fremføres i artiklen.

Piotr Haczek, født 26. januar 1977 i Żywiec, Województwo śląskie, Polen, er en polsk tidligere atletikudøver, to gange verdensmester i 4 x 400 meter og tidligere Dansk Atletik Forbunds sportschef.
Haczeks internationale resultater opnåede han med det polske stafethold på 4 x 400 meter løb, bl.a. ved VM 1999, hvor han sammen med Tomasz Czubak, Robert Mackowiak og Jacek Bocian udgjorde Polens VM-guldhold. Oprindeligt blev holdet toer, men da USAs Antonio Pettigrew dømtes for doping blev Polen guldvindere. Han vandt også VM guld på 4 x 400 meter indendørs 2001.
Individuelt  deltog han i OL 2000, hvor han blev elimineret i semifinalen på 400 meter.
Efter sin aktive karriere gennemgik Haczek en uddannelse som atletiktræner ved universitetet i Wrocław. Han var tidligere sportschef for det polske atletikforbund, træner for flere internationale atleter og har fra januar 2015 til 2018 været Dansk Atletik Forbunds sportschef.  
Piotr Haczek var bosat i Edinburgh, Skotland og flyttede sammen med sin familie til Danmark i marts måned 2015. Han var også bosat i Danmark i perioden 2004-2007, hvor han var  sprinttræner i Aalborg Atletik og Motion, bl.a.  for Jon Yde Bentsen og Jacob Fabricius Riis.

## Personlige rekorder
- 100 meter: 10,58 (1998)
- 200 meter: 20,97 (2000)
- 400 meter: 45,43 (2000)